# Blind Audition
Blind Audition ist ein deutschsprachiger Kurzfilm des Regisseurs Andreas Kessler. Der Film wurde an der Filmakademie Baden-Württemberg realisiert. Im Jahr 2017 wurde Blind Audition für den Deutschen Kurzfilmpreis nominiert. Auf dem Tribeca Film Festival feierte der Film 2018 im offiziellen Wettbewerb seine New York Premiere.

## Handlung
Ari und Ron sind Violinisten und seit einigen Jahren ein Paar. Als beide die Endauswahl für die Solostelle eines Orchesters erreichen, geraten sie in direkte Konkurrenz. Ihr gegenseitiges Vertrauen wird auf eine harte Probe gestellt, als Ron ein verlockendes Angebot erhält.

## Rezeption
Der Film basiert auf den an internationalen Orchestern in den 70er und 80er Jahren eingeführten Blind Auditions. Dabei spielen die Bewerber hinter einem Vorhang, der meistens aus Holz gefertigt ist. Das soll garantieren, dass allein die spielerische Qualität der Bewerber im Mittelpunkt steht, nicht aber persönliche oder private Interessen zwischen Bewerber und Ocherster. Besonders gelobt wurde beim Film die Verbindung von Musik und dem Inhalt.
Begründung der Jury zur Nominierung für den Deutschen Kurzfilmpreis 2017: "Ein kurz und prägnant erzähltes Werk von Andreas Kessler über Liebe
und Vertrauen mit großer Dramatik und großartiger Musikalität."

## Auszeichnungen (Auswahl)
- Deutscher Kurzfilmpreis 2017: Nominierung
- Tribeca Film Festival 2018: Offizieller Wettbewerb
- BAFTA Student Awards 2018: Shortlist
- Independent Film Festival Boston 2018: Special Jury Prize Winner
- Watersprite International Film Festival 2018: Best Directing